# Shen Yue
Shen Yue (caratteri cinesi: 沈月; Wugang, 27 febbraio 1997) è un'attrice cinese, conosciuta principalmente a livello internazionale per le serie Netflix Meteor Garden (2018) e A love so beautiful (2017).

## Biografia
Nata a Wugang, nella provincia cinese di Hunan, ha studiato Giornalismo e Comunicazione alla Hunan Normal University. Nel 2015, è stata scoperta dal suo agente cinematografico grazie a una serie di fotografie pubblicate online da un amico fotografo. Le sue prime apparizioni televisive sono state nel reality show Summer Sweetie, trasmesso dal canale locale Hunan Broadcasting System, e nel variety show nazionale Happy Camp.

## Carriera
Nel 2017 ha debuttato come attrice nella serie televisiva cinese Autumn Harvest Uprising, ottenendo successivamente un ruolo di supporto nella commedia fantascientifica Let's Shake It. Lo stesso anno, è stata scelta nel suo primo ruolo da protagonista nel teen drama A love so beautiful, distribuito internazionalmente da Netflix nel 2018.
Il successo di A love so beautiful ha catapultato Shen sulla scena streaming internazionale. Nel 2018, infatti, è stata scelta come protagonista nel teen drama di successo Meteor Garden, reboot dell'omonima serie taiwanese del 2001 e tratta dallo shōjo manga giapponese Hanayori Dango di Yōko Kamio.
Nello stesso anno è stata inserita nel cast ricorrente del variety show nazionale The Inn 2.
Nello stesso anno, Shen è stata protagonista del dramma televisivo Another Me, basato sul film Soul Mate (2016), con co-protagonista Chen Duling.. Shen è stata nominata come Migliore Attrice al festival del cinema "Golden Bud" per il ruolo nella serie.
L'ultima partecipazione di Shen è nella commedia romantica Count Your Lucky Stars, distribuita nel 2020, nella quale recita al fianco di Jerry Yan (protagonista della serie originale di Meteor Garden).

## Filmografia

### Cinema
| Anno | Titolo inglese | Titolo cinese | Ruolo  |
| ---- | -------------- | ------------- | ------ |
| 2020 | Onmyoji        | 侍神令        | Kagura |

### Serie televisive
| Anno | Titolo inglese          | Titolo cinese      | Ruolo         | Rete                       | Note  |
| ---- | ----------------------- | ------------------ | ------------- | -------------------------- | ----- |
| 2017 | Autumn Harvest Uprising | 秋收起义           | Zheng Zhi     | Hunan Television           |       |
| 2017 | Let's Shake It          | 颤抖吧，阿部！     | Xiao Yue      | Youku                      |       |
| 2017 | A Love So Beautiful     | 致我们单纯的小美好 | Chen Xiaoxi   | Tencent Video/Netflix      |       |
| 2018 | Meteor Garden           | 流星花园           | Dong Shancai  | Hunan Television / Netflix |       |
| 2019 | Another Me              | 七月与安生         | An Sheng      | iQiyi                      |       |
| 2020 | Sink or Swim            | 输不起             |               | Youku                      | Cameo |
| 2020 | Count Your Lucky Stars  | 我好喜欢你         | Tong Xiaoyou  | Youku                      |       |
| 2021 | Use For My Talent       | 我亲爱的小洁癖     | Shi Suangjiao | Mango TV                   |       |

### Variety
| Anno | Titolo inglese | Titolo cinese | Ruolo           |
| ---- | -------------- | ------------- | --------------- |
| 2014 | Summer Sweetie | 夏日甜心      | Membro del cast |
| 2018 | The Inn 2      | 亲爱的·客栈2  | Membro del cast |

## Discografia
| Anno | Titolo inglese      | Titolo cinese | Album                                               | Note              |
| ---- | ------------------- | ------------- | --------------------------------------------------- | ----------------- |
| 2019 | "I Miss You"        | 我想你        | Colonna sonora ufficiale Bureau of Transformer      | [ 18 ]            |
| 2019 | "Qiyue and Ansheng" | 七月与安生    | Colonna sonora ufficiale Another Me OST             | feat. Chen Duling |
| 2020 | "I Really Like You" | 我好喜欢你    | Colonna sonora ufficiale Count Your Lucky Stars OST | con Jerry Yan     |

## Premi e nomination
| Anno | Premio                                                       | Categoria                     | Opera      | Risultato       | Note   |
| ---- | ------------------------------------------------------------ | ----------------------------- | ---------- | --------------- | ------ |
| 2018 | Baidu Entertainment Award                                    | Personaggio dell'anno         |            | Vincitore/trice | [ 21 ] |
| 2018 | Weibo V Influence Summit                                     | Top 10 Positive Energy Models |            | Vincitore/trice | [ 21 ] |
| 2019 | Next Generation Influencers for Global Philanthropy          | Giovane Star Filantropa       |            | Vincitore/trice | [ 22 ] |
| 2019 | Golden Bud - The Fourth Network Film And Television Festival | Miglior Attrice               | Another Me | Candidato/a     | [ 13 ] |
| 2019 | Madame Figaro Fashion Awards                                 | Idol Filantropo dell'Anno     |            | Vincitore/trice | [ 23 ] |